# Mathematische Zeitschrift
Het Mathematische Zeitschrift is een Duitstalig wiskundig tijdschrift voor de pure en toegepaste wiskunde dat wordt uitgegeven door  Springer Verlag.
Het tijdschrift werd in 1918 opgericht and werd uitgegeven door Leon Lichtenstein samen met Konrad Knopp, Erhard Schmidt en Issai Schur. Het verschijnt 2 keer per jaar, steeds als 2 gebundelde nummers.